# Kvarndammen (Alingsås socken, Västergötland)
Kvarndammen är en sjö i Alingsås kommun i Västergötland och ingår i Göta älvs huvudavrinningsområde.